# Thomas Dessoulavy
Thomas Dessoulavy (Londra, 1801 – Roma, 28 ottobre 1869) è stato un pittore inglese.

## Biografia

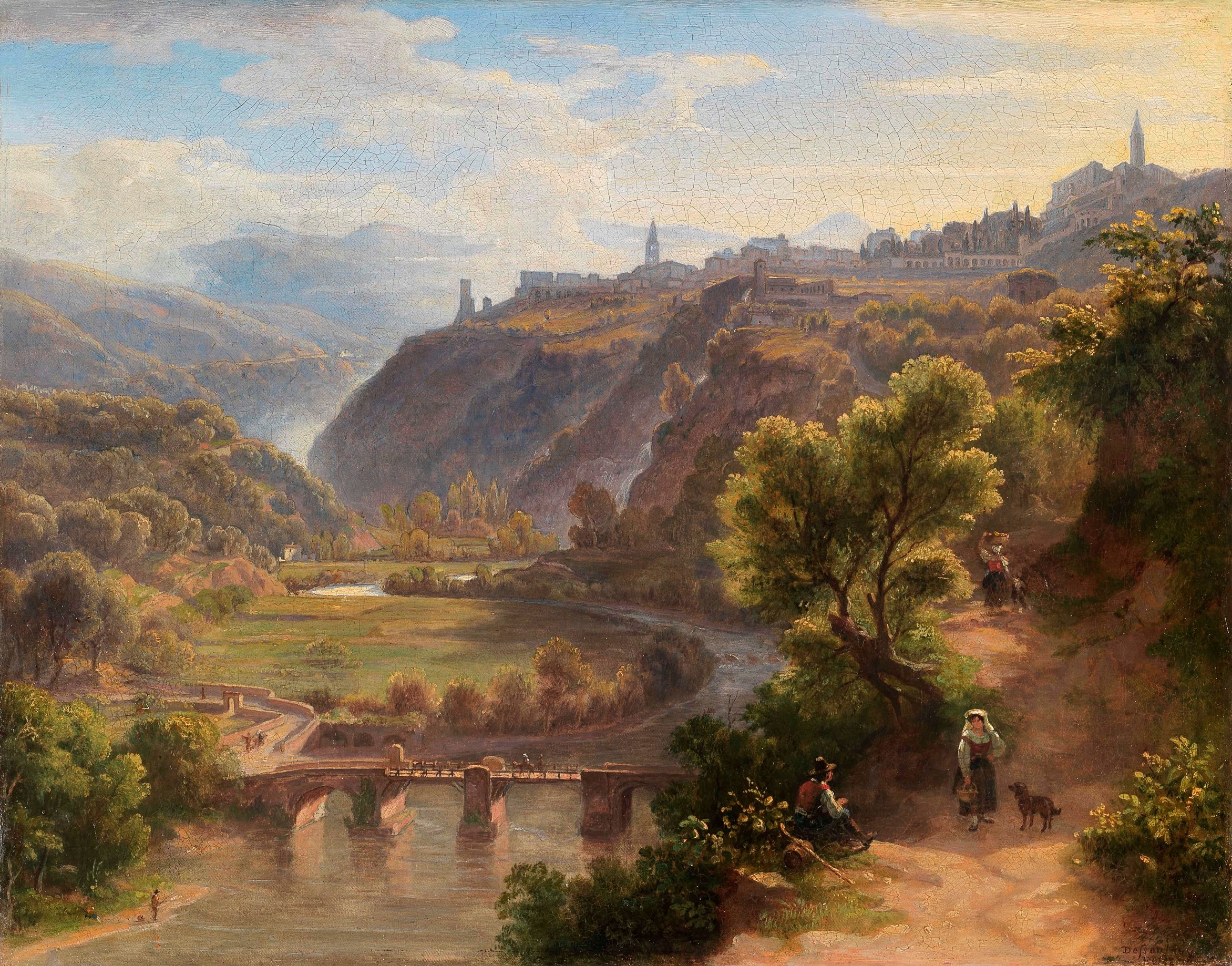
Veduta del Ponte dell'Acquoria a Tivoli, 1830/1840, olio su tela

Britannico di nascita, ma romano d'azione, per i tantissimi anni trascorsi nella capitale dello Stato Pontificio, ben 53, come testimonia anche l'epitaffio sulla lapide della sua tomba nel Cimitero acattolico di Roma a Testaccio, presso la Piramide Cestia (dove riposa, tra l'altro, insieme all'altro pittore contemporaneo Carl Philipp Fohr): Beneath these flowers are the remains of Thomas Dessoulavy an English Landscape Painter who during 53 years painted the classic scenes of Rome with truth and beauty and never ceased to be an Englishman he was 68 years of age and died on the 28th October 1869. “Sotto questi fiori ci sono i resti di Thomas Dessoulavy, un pittore paesaggista inglese, che in 53 anni dipinse scene classiche di Roma con la verità e la bellezza, e non cessò mai di essere un inglese; aveva 68 anni di età e morì il 28 ottobre 1869”.
Dessoulavy si trasferì appunto giovanissimo a Roma e nel censimento del 1819 viene registrato come studente residente nella casa del celebre acquerellista svizzero Franz Kaisermann (1765-1833), al quarto piano di piazza di Spagna 31.
La notorietà del suo mentore, giovò molto a Dessoulavy, ma era in possesso di indubbie qualità artistiche, se già nel 1824 lo scultore svizzero Heinrich Keller lo cita nel suo prezioso Elenco tra i “pittori paesisti”; a quell'epoca aveva uno studio al numero 9 di San Giuseppe a Capo le Case. Dalla datazione di alcune opere pervenutaci, si può desumere che nel 1828/1829 egli soggiornasse a Napoli e dintorni. A quell'epoca Dessoulavy era artista noto e affermato della colonia artistica britannica a Roma: lo provano i repertori tradizionali e tra l'altro una lettera inviata in data 21 gennaio 1838 dal pittore Samuel Palmer all'amico John Linnen. Dessoulavy parlava correttamente l'italiano ed era sovente richiesto quale cicerone per i visitatori britannici. Nel 1839 prese parte per la prima volta all'annuale esposizione della Società degli Amatori e Cultori di Belle Arti di Roma; ed in quell'anno tenne uno studio in via dell'Orto di Napoli 7. Nel 1846 inviò alla Royal Academy di Londra una Veduta del Palazzo dei Cesari, mentre l'anno successivo espose un non specificato Paesaggio nella stessa sede.
Particolare interesse suscita il commento sull'arte di Dessoulavy contenuto nella prima edizione del 1843 del celebre Murray's Handbook dedicato all'Italia centrale: “Dessoulavy è uno dei rari esempi di paesaggista storico; i suoi grandi meriti sono ben noti agli amatori di questa superiore categoria artistica”. In un altro passo della celebre guida, nell'illustrare il contenuto della raccolta di Bertel Thorvaldsen, i curatori ricordano come “nel corso della nostra ultima visita a Thorvaldsen lo abbiamo sentito dire che egli non considerava completa la propria raccolta finché non avesse posseduto un paesaggio uscito dalla mano di Dessoulavy”. Del 1848 è l'ultima presenza di Dessoulavy alle mostre annuali della Royal Academy, con il dipinto Porta San Giovanni a Roma. Fece ritorno a Londra per brevi periodi nel 1849, 1852 e 1854: è probabile che in tali occasioni risalgano le due presenze alle mostre del British Institute. Nel 1856 Dessoulavy figura per la prima volta nell'elenco dei soci degli Amatori e Cultori. Morì nel 1869.

## Opere
- Paesaggio con Ponte Lucano ed il sepolcro dei Plauzi a Tivoli, 1853